# Psalidoprocne fuliginosa
La golondrina camerunesa (Psalidoprocne fuliginosa) es una especie de ave paseriforme de la familia Hirundinidae endémica del golfo de Guinea. 

## Distribución
Se encuentra en la selva montana de Bioko y el monte Camerún.